# Wellingholzhausen
Wellingholzhausen – wieś, obecnie część gminy Melle, w powiecie Osnabrück, w Dolnej Saksonii, w Niemczech. Położona jest około 25 km na południowy wschód od Osnabrück i 25 km na północny zachód od Bielefeldu. Wieś powstała 1 lipca 1972 roku. 2022 roku liczba mieszkańców wynosiła 4778 osób.